# Battletoads
Battletoads är en serie beat 'em up-spel utvecklade av Rare, och utgivna åren 1991-1994. Spelet innehåller de tre antropomorfiska paddorna Rash, Zitz och Pimple.
Spelserien skapades för att kunna konkurrera med Turtlesspelen. Även ett animerat TV-avsnitt sändes.

## Spel
| Titel                        | Släppår |
| ---------------------------- | ------- |
| Battletoads                  | 1991    |
| Battletoads                  | 1991    |
| Battletoads in Battlemaniacs | 1993    |
| Battletoads & Double Dragon  | 1993    |
| Battletoads Arcade           | 1994    |
| Battletoads                  | 2020    |

### Fotnoter
1. ↑  ”Battletoads” (på engelska). Mobygames. http://www.mobygames.com/game-group/battletoads-series. Läst 17 maj 2015.
2. ↑  Battletoads Retrospective | What happened to Rare's popular hardcore beat-'em-up, IGN, 13 januari 2009.